# Protocolo de túnel de GPRS
El protocolo de túnel de GPRS (GTP) es un grupo de protocolos de comunicaciones basados en IP que se usan para portar el servicio GPRS dentro de las redes GSM y UMTS.
El protocolo GTP se puede descomponer en varios protocolos independientes, GTP-C, GTP-U y GTP’. 
El protocolo GTP-C se usa en la red GPRS para señalización entre el Nodo de Soporte del Servicio GPRS (SGSN) y el Nodo de Soporte de la Compuerta GPRS (GGSN). Este le permite al SGSN activar una sesión de usuario (activación del contexto PDP),  para desactivar la misma sesión, ajustar los parámetros de calidad de servicio, o actualizar una sesión para un abonado que acabe de llegar de otro SGSN.
El protocolo GTP-U se usa para portar datos de usuario dentro de la red GPRS y la Red de Acceso de Radio (RAN) y la red GSM.  Los datos de usuario transportados pueden estar  los formatos de paquetes  IPv4, IPv6 y PPP.
El protocolo GTP’ (GTP prima) usa la misma estructura de mensaje del GTP-C y GTP-U, pero tiene una función independiente. Este puede usarse para portar datos de tasación desde la función de tasación (CDF) de la red GSM o red UMTS hasta la función de compuerta de tasación (CGF). Esto generalmente quiere decir, desde varios elementos individuales de la red tales como el GGSN hasta el computador centralizado que proporciona los datos de tasación al centro de facturación del operador.
El protocolo GTP se ha diseñado sólo para los nodos SGSN y GGSN.
El protocolo GTP puede usarse con UDP o TCP. La versión uno del GTP sólo usa UDP.